# Dracoderes abei
Dracoderes abei är en djurart som tillhör fylumet pansarmaskar, och som beskrevs av Higgins och Shirayama 1990. Dracoderes abei ingår i släktet Dracoderes och familjen Dracoderidae. Inga underarter finns listade i Catalogue of Life.